# Ceracupes fronticornis
Ceracupes fronticornis es una especie de coleóptero de la familia Passalidae.

## Distribución geográfica
Habita en Vietnam, Tíbet, Birmania y Tailandia.